# Национальная страховая группа
Национальная страховая группа — российская страховая компания, входящая по итогам 2012 года в топ-50 страховщиков России (без ОМС и страхования жизни) (с 2009 по 2012 занимала 38—41-е места, в 2004 году — 4-е место).
Полное наименование — Страховое открытое акционерное общество «Национальная страховая группа». Головной офис — в Москве.

## Руководство и акционеры компании
Владельцами компании являются ООО «Финансинвест» (75 % акций) и физические лица (25 % акций).
Председатель правления — Павленко Евгений Валерьевич; заместитель председателя правления — Измоденов Владимир Вячеславович (курирует блок «Инвестиции»).

## Деятельность
Компания ведет свою деятельность на российском страховом рынке с 1994 года. Имеет лицензии на осуществление операций по 20 видам страхования, а также по перестрахованию. Размер уставного капитала (с 2008 года) — 1 млрд рублей. Компания имеет рейтинг надежности «Национального рейтингового агентства» на уровне «A». Компания является аккредитованным страховщиком «Агентства по ипотечному жилищному кредитованию» (АИЖК).
В апреле 2016 года объявлено о намерении передать страховой портфель по обязательному страхованию гражданской ответственности владельцев транспортных средств акционерному обществу «Страховая компания „Чулпан“». Кроме того, страховые портфели по обязательному страхованию гражданской ответственности владельцев объектов повышенной опасности и по обязательному страхованию гражданской ответственности перед пассажирами, а также по перестрахованию таких рисков переданы в августе 2016 года ООО «Страховая компания „ПАРИ“». 
В начале февраля 2017 ЦБ РФ отозвал у компании лицензию на осуществление страхования и перестрахования «в связи с добровольным отказом от осуществления предусмотренной лицензиями деятельности». Также ЦБ назначил в СОАО временную администрацию .